# اتو کالیوینن
اتو کالیوینن (فنلاندی: Eetu Kallioinen؛ زادهٔ ۲۳ مهٔ ۱۹۹۸) تیرانداز اهل فنلاند است.
وی در مسابقات کشوری و بین‌المللی در مجموع برندهٔ ۱ مدال نقره، ۱ مدال برنز شده‌است.